# Guerra egipcio-otomana (1839-1841)
La Segunda Guerra Egipcio-Otomana duró desde 1839 hasta 1840 y se libró principalmente en Siria, donde a veces se la denomina (Segunda) Guerra Siria.[cita requerida]
En 1839, el Imperio Otomano se movilizó para reocupar las tierras perdidas a manos de Muhammad Ali en la Primera Guerra turco-egipcia. El Imperio Otomano invadió Siria, pero tras sufrir una derrota en la Batalla de Nezib parecía al borde del colapso. El 1 de julio, la flota otomana navegó hasta Alejandría y se rindió a Muhammad Ali. Gran Bretaña, Austria y otras naciones europeas se apresuraron a intervenir y obligar a Egipto a aceptar un tratado de paz. De septiembre a noviembre de 1840, una flota naval combinada, formada por buques británicos y austriacos, cortó las comunicaciones marítimas de Ibrahim con Egipto, a lo que siguió la ocupación de Beirut y Acre por los británicos. El 27 de noviembre de 1840 tuvo lugar la Convención de Alejandría. El almirante británico Charles Napier llegó a un acuerdo con el gobierno egipcio por el que éste abandonaba sus pretensiones sobre Siria y devolvía la flota otomana a cambio del reconocimiento de Muhammad Ali y sus hijos como únicos gobernantes legítimos de Egipto.

## Orígenes
La guerra fue el clímax de la larga lucha de poder entre el Imperio Otomano y la Pasha de Egipto, Muhammad Ali, que había llegado a un punto de crisis que amenazaba con desestabilizar todo el Levante.
El 24 de junio de 1839, un ejército invasor otomano (acompañado por Moltke el Viejo) fue destruido en Siria por el general de Muhammad Ali Ibrahim Pasha en la Batalla de Nezib, lo que le puso en posesión de toda Siria. Esto amenazaba con poner a su alcance la propia Constantinopla y el dominio de todo el Mediterráneo oriental. Pocos días después de la batalla, el sultán otomano, Mahmud II, murió, dejando su Imperio en manos de su heredero de 16 años Abdülmecid. Mientras tanto, la flota otomana había desertado a Muhammad Ali. Gran Bretaña, Rusia y Austria se comprometieron a apoyar al tambaleante Imperio Otomano y a obligar a Muhammad Ali (que contaba con el apoyo de Francia y España) a retirarse de Siria.
Aunque los ministros del nuevo sultán intentaron resolver la crisis ofreciendo ceder el gobierno de Siria a Muhammad Ali, los embajadores británico, austriaco y ruso les obligaron a rescindir esta oferta y a mantenerse firmes contra él. Incluso existía la posibilidad de una guerra con Francia, que esperaba el éxito de Muhammad Ali para aumentar su esfera de influencia en Oriente Próximo.
La English Historical Review nº 69 de enero de 1903 contiene una carta que Palmerston escribió para defender que no se notificara a Francia la fecha de la intervención.

## Guerra

### Intervención naval en Siria

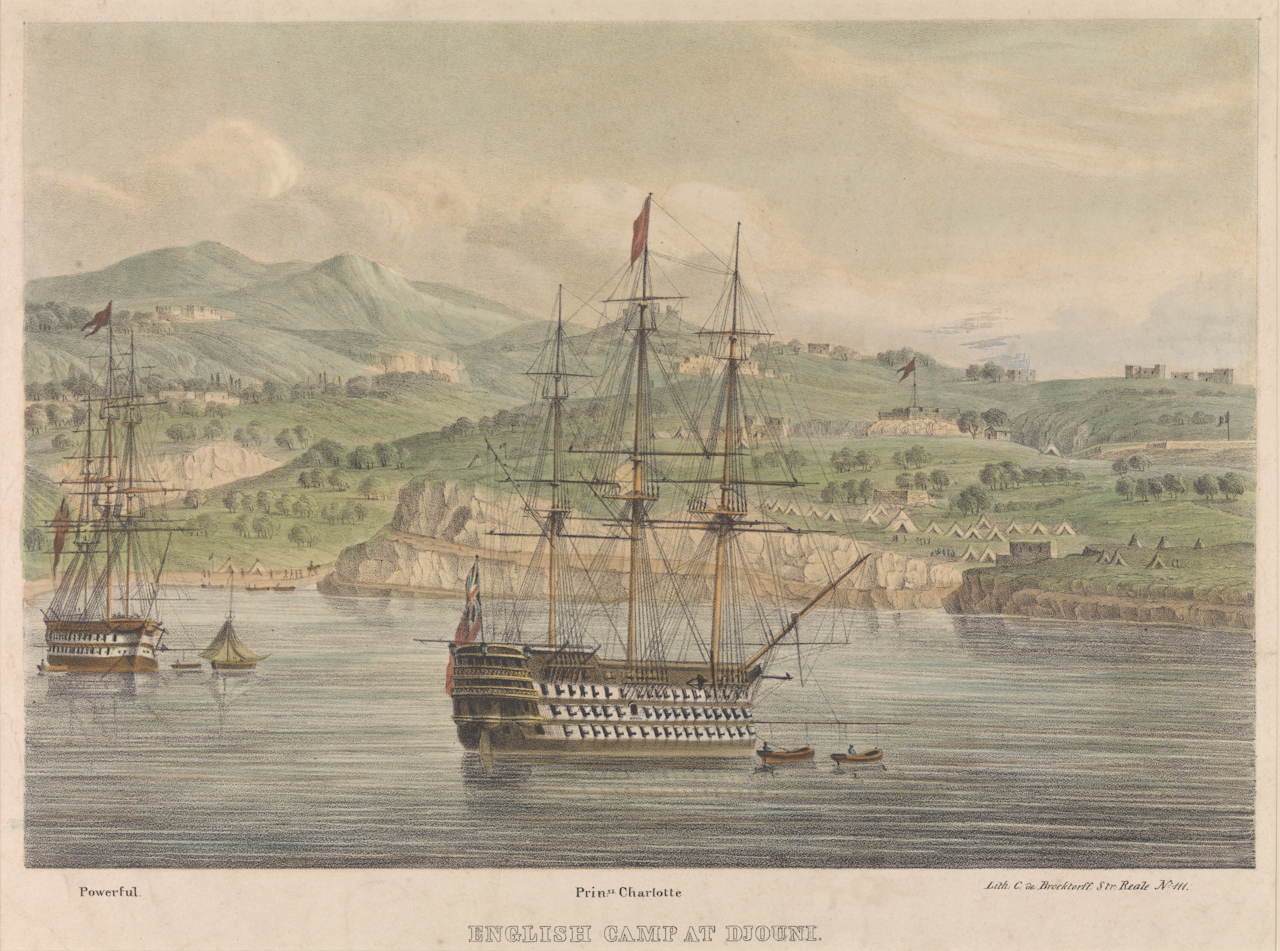
HMS Powerful and Princess Charlotte at the English Camp at Djouni, near Sidon in 1840. During the Syrian operations, the Princess Charlotte was the flagship of Admiral, Sir Robert Stopford

En junio de 1840, el almirante Sir Robert Stopford, al mando de la Flota del Mediterráneo británica, envió al comodoro Charles Napier con una pequeña escuadra a la costa siria (actual Líbano). Se le ordenó entonces que se dirigiera a Beirut para obligar a los egipcios a retirarse. La situación sobre el terreno era extremadamente inestable y requería una acción rápida y decisiva, que Napier llevó a cabo como si se tratara de un mando totalmente independiente.
El 11 de agosto de 1840, los barcos de Napier aparecieron frente a Beirut y pidió a Suleiman Pasha, gobernador de Muhammad Alí, que abandonara la ciudad y se marchara de Siria, cuya población se rebeló poco después contra el ejército de ocupación de Muhammad Alí. Con una fuerza tan pequeña, poco pudo hacer Napier contra 15.000 soldados egipcios hasta septiembre, cuando los barcos de Stopford se unieron a él. La guerra abierta estalló el 11 de septiembre, cuando Napier bombardeó Beirut y efectuó un desembarco en Jounieh con 1.500 turcos e infantes de marina para operar contra Ibrahim, a quien la revuelta le impedía hacer algo más que intentar mantener las ciudades costeras.

### Sidon, Nahr-el-Kelb y Boharsef

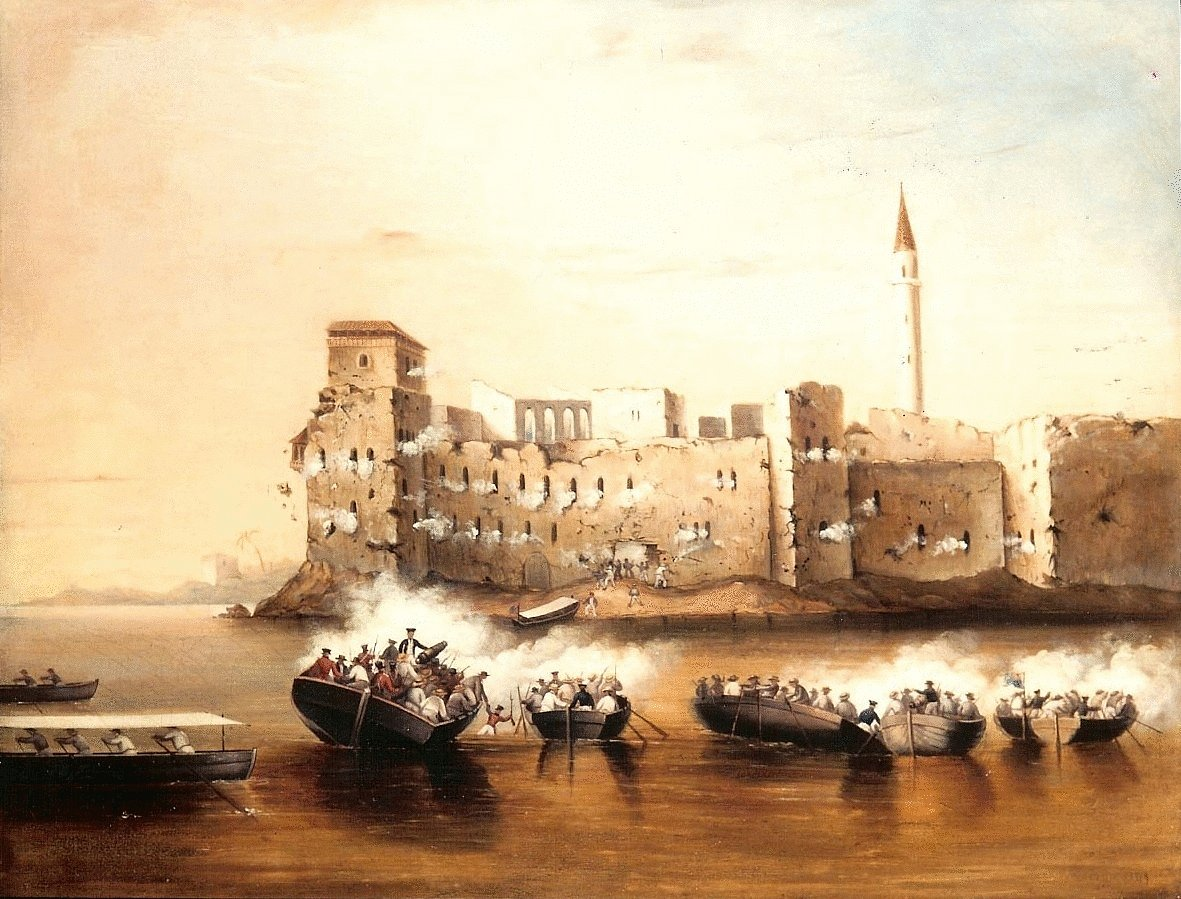
Tortosa, 23 de septiembre de 1840, ataque de los barcos de HMS Benbow, Carysfort and Zebra, under Captain J.F. Ross, R.N.

Debido a la enfermedad del General de Brigada del ejército, Sir Charles Smith, Napier recibió instrucciones de dirigir la fuerza terrestre y realizó una exitosa incursión contra una fuerza de albaneses en Nahr-el-Kelb. A continuación, con una escuadra mixta de buques británicos, turcos y austriacos, bombardeó Sidón el 26 de septiembre y desembarcó con la columna de asalto. Sidón capituló en dos días. Mientras se preparaba para atacar las posiciones egipcias en las alturas de Boharsef, Napier recibió la orden de retirarse del mando de las fuerzas terrestres para dejar paso al general de brigada Smith, que se había recuperado de su enfermedad y también había recibido el mando de la fuerza turca del ejército aliado. Para ello, Napier tendría que retirarse de su posición; decidió desobedecer la orden y continuó con el ataque contra el ejército de Ibrahim. Los combates, el 9 de octubre, fueron furiosos, pero se aseguró la victoria. Napier dejó entonces las fuerzas terrestres en manos de Smith. Mientras tanto, los egipcios habían abandonado Beirut el 3 de octubre.

### Bombardeo de Acre
La flota recibió entonces instrucciones de retomar Acre, que era la única posición costera que quedaba en manos egipcias. La Flota del Mediterráneo, comandada por Stopford, y apoyada por pequeñas escuadras austriacas y turcas, se posicionó contra los lados occidental y meridional de Acre el 3 y 4 de noviembre y abrió fuego a las 14:00 horas. Los buques anclaron más cerca de la costa de lo esperado, a 450-800 metros, y los cañones egipcios apuntaban demasiado alto. El fuego de los buques fue devastadoramente preciso gracias al entrenamiento asociado a la nueva escuela de artillería de la Royal Navy, HMS Excellent. Los egipcios no tuvieron oportunidad de corregir su error; sus cañones quedaron inutilizados por los impactos directos y por la caída de los muros de las fortificaciones sobre sus tripulaciones. Los veleros de la línea estaban en dos filas con los vapores maniobrando en medio. A las 16:20 un proyectil penetró en el polvorín principal del sur de la ciudad, que explotó matando a 1.100 hombres. Los cañones en tierra enmudecieron y esa noche la ciudad fue ocupada. Las pérdidas británicas fueron escasas: 18 hombres muertos y 41 heridos. Los barcos habían disparado 48.000 cartuchos.

## Final
El rápido colapso del poder de Muhammad Ali, con la perspectiva de un caos sangriento en Egipto, no formaba parte del plan de los Aliados, y Stopford envió a Napier al mando de la escuadra en Alejandría y a observar la situación. Aquí, actuando de nuevo de forma independiente, se presentó ante la ciudad con parte de su escuadra el 25 de noviembre e impuso el bloqueo. A continuación, sin consultar a su almirante ni al gobierno británico, negoció personalmente la paz con Muhammad Ali, garantizándole a él y a sus herederos la soberanía de Egipto y comprometiéndose a evacuar el asediado ejército de Ibrahim de regreso a Alejandría, si Muhammad Ali renunciaba a su vez a toda reclamación sobre Siria, se sometía al sultán y devolvía la flota otomana. Stopford y el embajador británico estaban furiosos con este resultado. Stopford lo repudió inmediatamente al conocer la noticia y varias de las potencias aliadas lo declararon nulo. A pesar de la antigua amistad personal de Napier con Lord Palmerston, el acuerdo fue denunciado en un primer momento por el gobierno británico; pero el tratado formal concluido y confirmado posteriormente por el sultán utilizó el original de Napier como base para las negociaciones y sólo difería de él en aspectos menores.